# Le Bodéo
Le Bodéo (Bodeoù in lingua bretone) è un comune francese di 187 abitanti situato nel dipartimento delle Côtes-d'Armor nella regione della Bretagna.

## Società

### Evoluzione demografica
Abitanti censiti